# Edpercivalia schistaria
Edpercivalia schistaria là một loài Trichoptera trong họ Hydrobiosidae. Chúng phân bố ở miền Australasia.